# Australian Championships 1937
Die 30. Australian Championships waren ein Tennis-Rasenplatzturnier der Klasse Grand Slam, das von der ILTF veranstaltet wurde. Es fand vom 22. Januar bis 1. Februar 1937 in Sydney, Australien statt.
Titelverteidiger im Einzel waren Adrian Quist bei den Herren sowie Joan Hartigan bei den Damen. Im Herrendoppel waren Adrian Quist und Donald Turnbull, im Damendoppel Thelma Coyne und Nancye Wynne die Titelverteidiger. Im Mixed waren Nell Hopman und Harry Hopman die Titelverteidiger.

## Dameneinzel
| Nr. | Spielerin     | Erreichte Runde |
| --- | ------------- | --------------- |
| 01. | Joan Hartigan | Viertelfinale   |
| 02. | Nancye Wynne  | Sieg            |
| 03. | Thelma Coyne  | Halbfinale      |
| 04. | Nell Hopman   | Achtelfinale    |

| Nr. | Spielerin         | Erreichte Runde |
| --- | ----------------- | --------------- |
| 05. | May Hardcastle    | Achtelfinale    |
| 06. | Dorothy Stevenson | Halbfinale      |
| 07. | Emily Westacott   | Finale          |
| 08. | Gwen O’Halloran   | Achtelfinale    |

## Damendoppel
| Nr. | Paarung                       | Erreichte Runde |
| --- | ----------------------------- | --------------- |
| 01. | Thelma Coyne Nancye Wynne     | Sieg            |
| 02. | Nell Hopman Emily Westacott   | Finale          |
| 03. | May Blick Joan Hartigan       | Halbfinale      |
| 04. | Alison Hattersley Vera Selwyn | Halbfinale      |